# Primarni-amin oksidaza
Primarni-amin oksidaza (EC 1.4.3.21, aminska oksidaza (nespecifična), aminska oksidaza (sadrži bakar), aminska oksidaza (sadrži piridoksal), CAO (nespecifična), bakarna aminska oksidaza (nespecifična), Cu-aminska oksidaza (nespecifična), aminska oksidaza sa Cu (nespecifična), histamin deaminaza (nespecifična), histaminska oksidaza (nespecifična), monoaminska oksidaza (nespecifična), monoaminska oksidaza plasme (nespecifična), poliaminska oksidaza (nespecifična), semikarbazid-sensitivna aminska oksidaza (nespecifična), SSAO (nespecifična)) je enzim sa sistematskim imenom primarni-amin:kiseonik oksidoreduktaza (deaminacija). Ovaj enzim katalizuje sledeću hemijsku reakciju
2O + O2 {\displaystyle \rightleftharpoons } 2O2
Ova grupa enzima oksiduje primarne monoamine, i ima malo ili nije aktivna na diaminima.

## Literatura
- Nicholas C. Price; Lewis Stevens (1999). Fundamentals of Enzymology: The Cell and Molecular Biology of Catalytic Proteins (Third изд.). USA: Oxford University Press. ISBN 019850229X.
- Eric J. Toone (2006). Advances in Enzymology and Related Areas of Molecular Biology, Protein Evolution (Volume 75 изд.). Wiley-Interscience. ISBN 0471205036.
- Branden C; Tooze J. Introduction to Protein Structure. New York, NY: Garland Publishing. ISBN 0-8153-2305-0.
- Irwin H. Segel. Enzyme Kinetics: Behavior and Analysis of Rapid Equilibrium and Steady-State Enzyme Systems (Book 44 изд.). Wiley Classics Library. ISBN 0471303097.

## Spoljašnje veze
- Primary-amine+oxidase на 